# BeyWheelz
A BeyWheelz (ベイウイールズ; Hepburn: Beiuiiruzu) a Beyblade alkotóinak újabb animesorozata, a Beyblade spin-off sorozata, melyben a Beyblade-hez hasonlóan egy pörgő játék áll a középpontban, de ezek kerék alakúak. Magyarországon az RTL Klub kezdte el vetíteni 2012. november 22-től. A sorozat főhőseinek, a beywheeleknek nevei nagyon hasonlítanak a Beyblade: Metal Fusion című sorozatra, de a történet különböző.

## Szereplők

### Estrella csapat
- Sho Tenma beywheelje: Pegazus
- Jin Ryu beywheelje: Fehér sárkány
- Leon Fierce beywheelje: Leone
- Covey Horn beywheelje: Bika
- Marche Ovis beywheelje: Aries
- Nicole Spears beywheelje: Csatár

### Uralkodók csapata
- Odin beywheelje: Pusztító
- Gigante beywheelje: Kopoltyú
- Glen beywheelje: Lángnyelv
- Jake beywheelje: Kígyó
- Sting beywheelje: Skorpió
- David beywheelje: Herculeó
- Matthew beywheelje: Zurafa
- Lucy beywheelje: Lacerta
- Ryan Gladstone beywheelje: Kerbex

## Epizódlista
| #  | Epizód címe                   | Első magyar sugárzás |
| -- | ----------------------------- | -------------------- |
| 1  | Az új generáció               | 2012. november 22.   |
| 2  | Az új csapat                  | 2012. november 26.   |
| 3  | Végzetes mérkőzés             | 2012. november 28.   |
| 4  | Visszavágó                    | 2012. november 29.   |
| 5  | Vigyázz, kész rajt!           | 2012. december 3.    |
| 6  | Indul a bajnokság             | 2012. december 5.    |
| 7  | Az uralkodók törvénye         | 2012. december 6.    |
| 8  | Bosszú a jégen                | 2012. december 10.   |
| 9  | A Főnix a Fehér Sárkány ellen | 2012. december 12.   |
| 10 | A szellem harca               | 2012. december 13.   |
| 11 | Meghökkentő igazság           | 2012. december 17.   |
| 12 | Összefogás                    | 2012. december 18.   |
| 13 | Az új világ                   | 2012. december 20.   |